# Bonobo (музикант)
Саймон Ґрін (англ. Simon Green, *30 березня 1976, Брайтон, Велика Британія) — відомий також під сценічним ім'ям як Bonobo, британський музикант, продюсер та ді-джей.

## Музична кар'єра

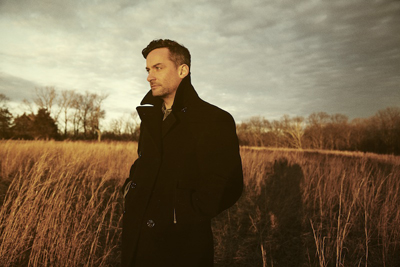
Bonobo у 2013

Перший реліз Ґріна під ім'ям Bonobo відбувся у жовтні 2001 року з піснею «Terrapin» на збірці лейблу Tru Thoughts під назовю «When Shapes Join Together». Він також випустив свій альбом «Animal Magic» на цьому ж лейблі у 2000. Альбом був повністю написаний самим Саймоном і він став одним з піонерів «нового даунтемпо».
У 2001 році Bonobo підписав контракт із лейблом Coldcut Ninja Tune і у 2003 році, після одного альбому реміксів для Tru Thoughts у 2002, він випустив альбом «Dial 'M' for Monkey».
Його третій альбом «Days to Come» побачив світ 2 жовтня 2006 року. Перший сингл з альбому «Nightlife» був записаний за участі вокалістки Bajka.
Пісня «The Keeper», за участі співачки Andreya Triana, була випущена у вересні 2009 року як сингл його четвертого альбому «Black Sands» (березень 2010). Альбом отримав схвальні відгуки критиків, в тому числі співачки Андреї. Тож незабаром, Саймон став продюсером її першого альбому «Lost Where I Belong».
У лютому 2012 року Ninja Tune випускає альбом реміксів «Black Sands Remixed».
У квітні 2013 року Саймон Ґрін представив свій черговий альбом «The North Borders».
13 січня 2017 року Bonobo випустив альбом «Migration» на лейблі Ninja Tune. Альбом записаний за участі Ніка Мерфі, Rhye, Innov Gnawa та Hundred Waters. Migration був номінований на отримання премії Греммі за найкращий танцювальний альбом. 2018 року альбом отримав нагороду за Найкращий альбом року Electronic Music Awards.
1 липня 2019 року Bonobo випустив нову пісню «Linked». Згодом пісня була номінована на отримання премії Гремії за Найкращий танцювальний запис.
14 січня 2022 року вийшов альбом Fragments. Йому передував випуск п'яти синглів: «Rosewood», «Tides», «Otomo», «Shadows» та «From You».
Bonobo також продюсує саундтрек для телевізійного аніме-серіалу Lazarus, зрежисованого Шін'ічіро Ватанабе

## Дискографія

### Альбоми
- 2000 — Animal Magic
- 2003 — Dial 'M' for Monkey
- 2006 — Days to Come
- 2010 — Black Sands
- 2013 — The North Borders
- 2017 — Migration
- 2022 — Fragments

### СинглитаEP
- 2000 — Scuba EP
- 2000 — Terrapin EP
- 2000 — Silver EP
- 2000 — The Shark EP
- 2002 — One Offs, Remixes & B-Sides
- 2002 — Kota EP
- 2003 — Pick Up EP
- 2003 — Flutter EP
- 2005 — Live Sessions
- 2006 — Nightlite / If You Stayed Over
- 2006 — Nightlite (Zero dB Reconstruction/Bonobo Remixes)
- 2009 —The Keeper (feat. Andreya Triana) EP
- 2009 — Stay the Same (feat. Andreya Triana)
- 2010 — Eyesdown (feat. Andreya Triana)
- 2013 — Cirrus
- 2013 — First Fires (feat. Grey Reverend)
- 2014 — Ten Tigers EP
- 2014 — The Flashlight EP
- 2017 — Bambro Koyo Ganda EP
- 2019 — Ibrik
- 2019 — Linked
- 2020 — Heartbreak (with Totally Enormous Extinct Dinosaurs)

### DVD
- 2009 — Live at Koko
- 2014 — The North Borders Tour — Live